# (37731) 1996 TY64
(37731) 1996 TY64 est un astéroïde de la ceinture principale d'astéroïdes découvert en 1996.

## Description
(37731) 1996 TY64 a été découvert le 5 octobre 1996 à la station de Xinglong, dans la province chinoise d'Hebei (Chine), par le Beijing Schmidt CCD Asteroid Program.

### Caractéristiques orbitales
L'orbite de cet astéroïde est caractérisée par un demi-grand axe de 2,53 ua, un périhélie de 2,18 ua, une excentricité de 0,14 et une inclinaison de 0,22° par rapport à l'écliptique. Du fait de ces caractéristiques, à savoir un demi-grand axe compris entre 2 et 3,2 ua et un périhélie supérieur à 1,666 ua, il est classé, selon la JPL Small-Body Database, comme objet de la ceinture principale d'astéroïdes.

### Caractéristiques physiques
(37731) 1996 TY64 a une magnitude absolue (H) de 15,8 et un albédo estimé à 0,340.